# Antefix

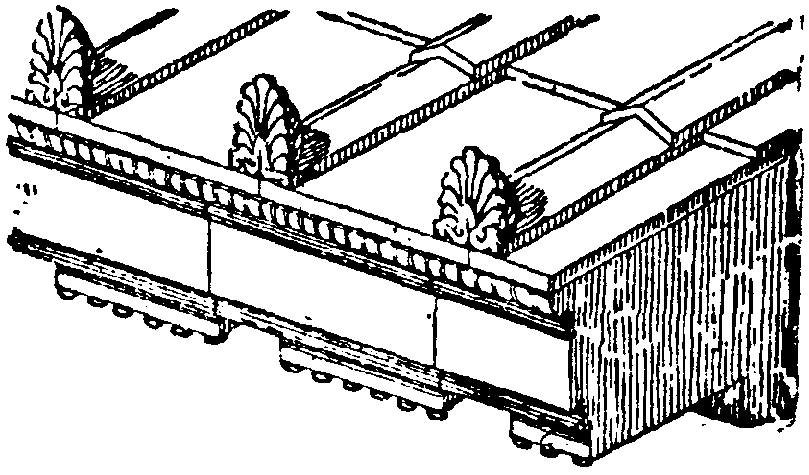
Tempeldak met antefixen

Antefixen zijn ornamentale rechtopgezette blokjes, die dienen om de uiteinden van de onderste halfronde verbindingsdakpannen te maskeren.
Antefixen werden gebruikt langs alle zijden op de daken van tempels in de Griekse, Etruskische en Romeinse Oudheid en zorgden net als een eierlijst (cymatium) voor een vaak overdadig versierde rand op het dak. De Griekse antefixen waren meestal van marmer, de Etruskische en Romeinse van terracotta. Antefixen worden ook gebruikt in de oosterse en neoclassicistische bouwkunst.
De naam komt van het Latijnse "antefixa", meervoud van "antefixum", en betekent zoiets als "ervoor bevestigd".

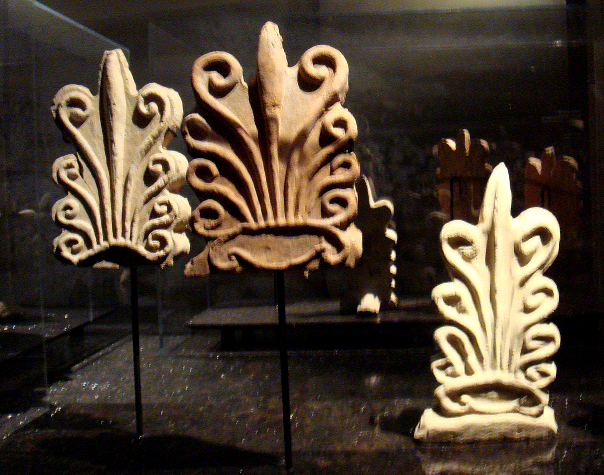
Verschillende antefixen met palmetdecoratie uit Aï Khanoum (in het huidige Afghanistan, aan de Amu Darja)
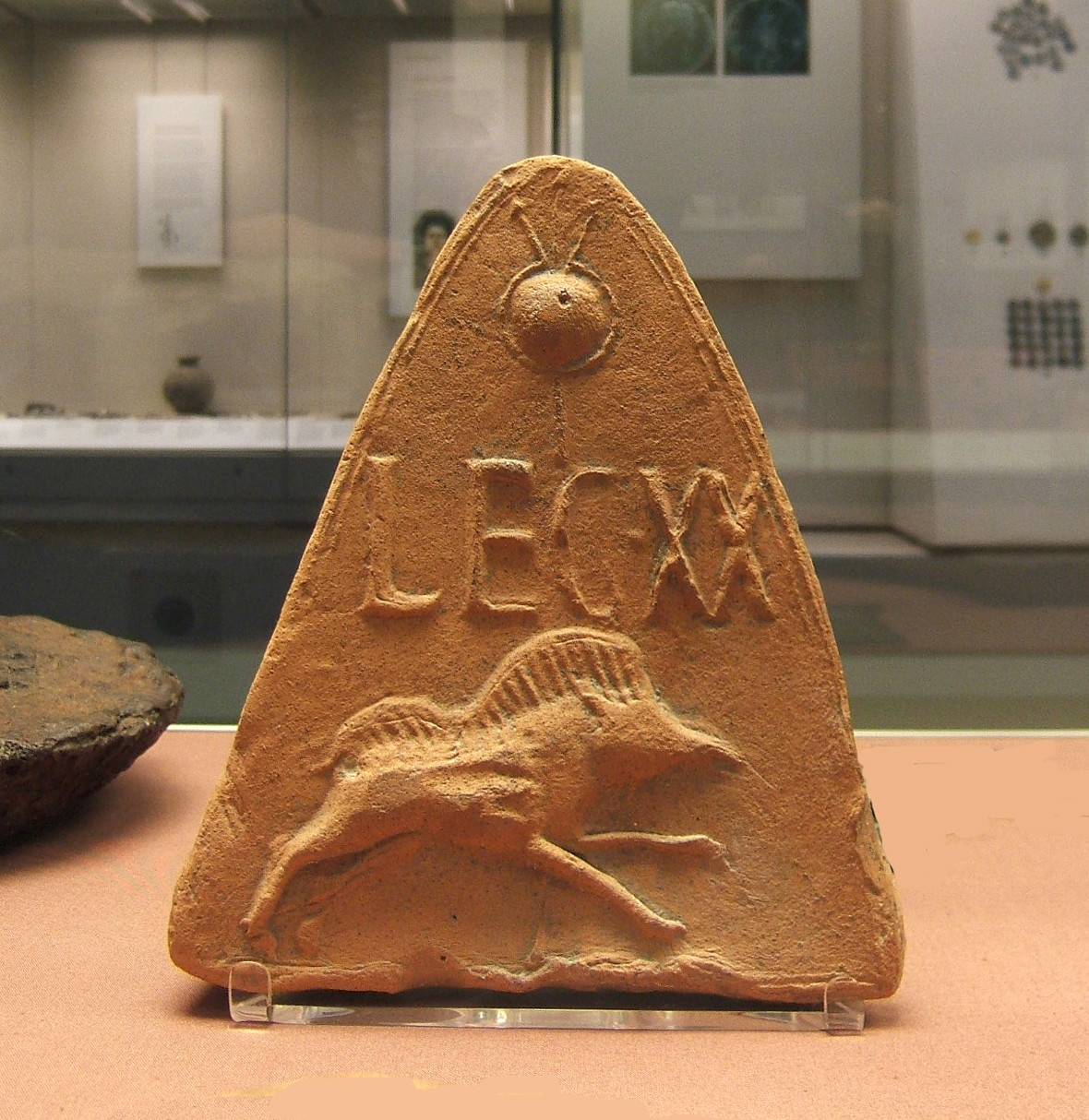
Romeinse antefix met tekst en symbool van het 20e legioen Valeria Victrix
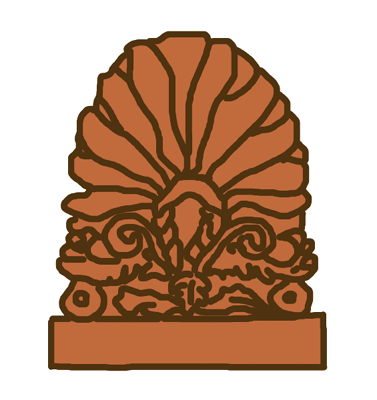
Vooraanzicht van een antefix
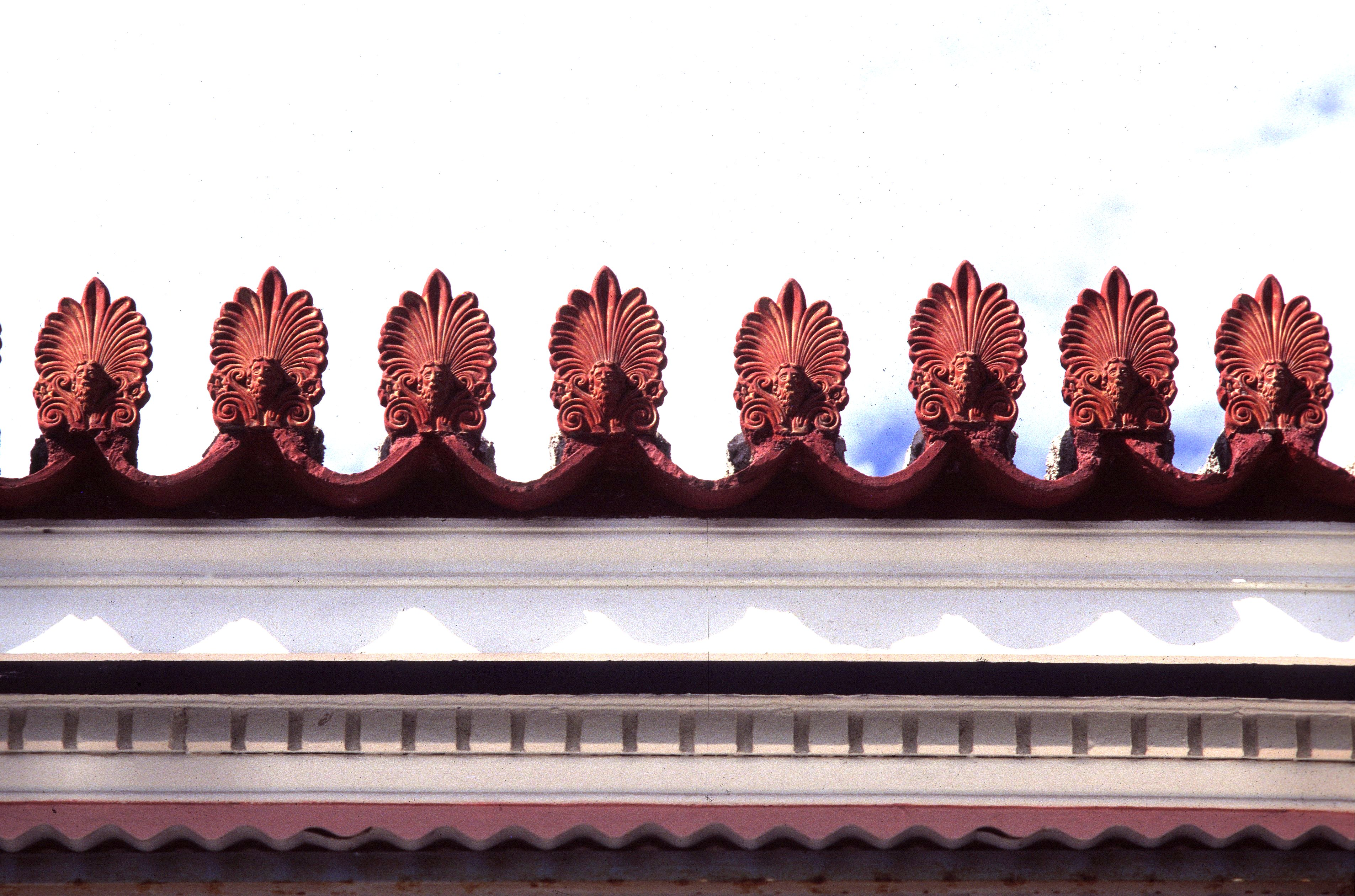
Moderne antefixen in Athene
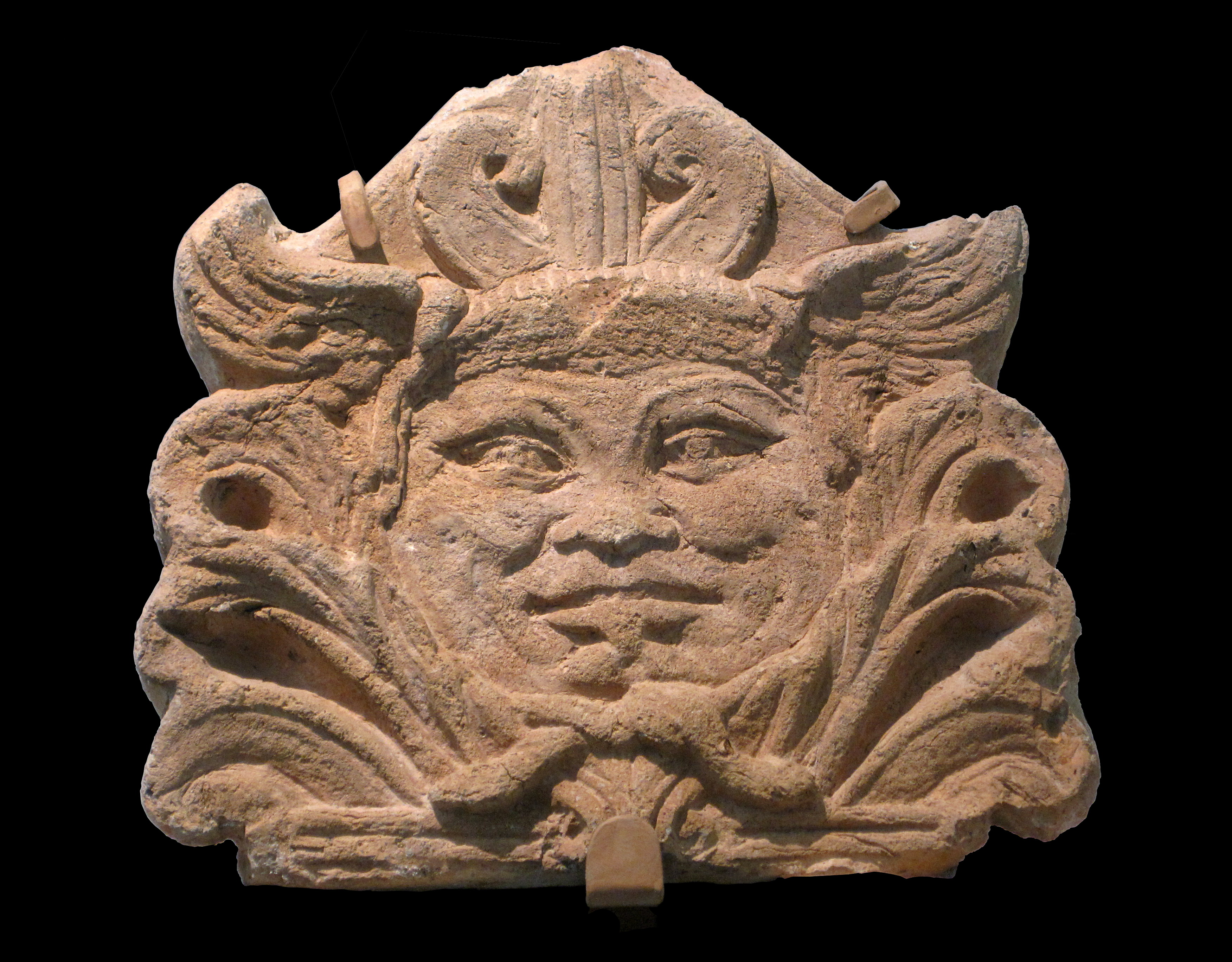
Etruskische antefix gevonden te Vulci (Italië).